# Paul Remy
Paul Remy (* 1919; † 27. September 1979 in Brüssel) war ein belgischer Romanist, Provenzalist und Mediävist.

## Leben und Werk
Remy gewann 1944 den Concours universitaire der belgischen Romanistik mit seiner Studienabschlussarbeit Le roman provençal de Jaufre (XIIIe s.). Etude littéraire. Gleichzeitig publizierte er La littérature provençale au Moyen Age. Synthèse historique et choix de textes (Bruxelles 1944). Er wurde Professor für romanische Literaturgeschichte, in Gent (1963). Er war langjähriger Herausgeber des Bulletin bibliographique de la Société Internationale Arthurienne.
Remy starb 1979 an einem Herzinfarkt.

## Weitere Werke
- Études de philologie romane (mit Roger Dragonetti, Josse De Kock und M. Maes), Gent 1965